# Robeyoncé Lima
Robeyoncé Lima es una abogada, activista y política brasileña. Fue elegida diputada estatal por Pernambuco en 2018 y es la primera mujer trans electa en el estado. Fue elegida como parte de la candidatura colectiva de JUNTAS 50180, que incluye a Carol Vergolino, Joelma Carla, Kátia Cunha y Jô Cavalcanti. Sus objetivos legislativos declarados se centran en la seguridad pública, en particular para las mujeres trans. Se ha pronunciado en contra de los comentarios negativos de Bolsonaro sobre las minorías sexuales y la "intensificación de la opresión" que se ha producido desde su elección.
Lima es afrobrasileña, nació en Recife y creció en Pernambuco. Recibió su título de abogada en la UFPE y trabajó en esa universidad. Después de egresar, brindó defensa legal a personas LGBT, con frecuencia pro bono.
En 2022 fue electa diputada federal por Pernambuco, siendo, junto con Erika Hilton y Duda Salabert, las primeras diputadas transgénero elegidas para ese cargo en Brasil, aunque debido al sistema electoral de lista abierta que utiliza Brasil para sus elecciones legislativas quedó fuera de la lista final de ingresantes al congreso, pese a que originalmente se la anunció en diversos medios como ganadora.